# Kamikaze 1989 (film)
Kamikaze 1989 is een West-Duitse cyberpunk thrillerfilm uit 1982, mede geschreven en geregisseerd door Wolf Gremm, gebaseerd op de roman Moord op de 31ste verdieping uit 1964 van Per Wahlöö.
In de hoofdrol Rainer Werner Fassbinder als een detective die een reeks bomaanslagen onderzoekt die leiden tot een complot van de bedrijfsmedia. Het was de laatste rol voor zijn dood. De soundtrack werd gecomponeerd door Tangerine Dream-oprichter Edgar Froese.
De film is opgenomen in Berlijn en Düsseldorf.

## Synopsis
In een dystopisch 1989 is de Bondsrepubliek Duitsland een van de rijkste en machtigste landen ter wereld geworden. Alle economische, sociale en politieke problemen zijn opgelost door een machtig bedrijf dat het monopolie op de massamedia heeft en de interne consensus manipuleert, waardoor de illusie van blijvende welvaart wordt verspreid. Maar iemand probeert te rebelleren en plant een bomaanslag tegen het concern. Luitenant Jansen, een politieman met een luipaardprint uniform en een felrood overhemd, heeft slechts vier dagen om de dreiging te neutraliseren. Zijn onderzoek zal hem leiden naar het ware gezicht van macht en diens banden met de zakenwereld.

## Trivia
In deze film werd een muurgrote weergave van foto AS11-40-5903 gebruikt. Deze foto toont Apollo 11 astronaut Edwin Aldrin op het maanoppervlak, met in zijn gold vizor de reflectie van Neil Armstrong die Edwin Aldrin fotografeerde.

## Cast
| Acteur                   | Personage                 |
| ------------------------ | ------------------------- |
| Rainer Werner Fassbinder | Politie-luitenant Jansen  |
| Günther Kaufmann         | MK1 Anton                 |
| Arnold Marquis           | Commissaris               |
| Boy Gobert               | CEO                       |
| Richy Müller             | neef                      |
| Jörg Holm                | Vice-president            |
| Brigitte Mira            | Human Resources Directeur |
| Hans Wyprächtiger        | Zerling                   |
| Nicole Heesters          | Barbara                   |
| Petra Jokisch            | Elena Farr                |
| Franco Nero              | Weiss                     |